# Куманово (Болгарія)
Ку́маново (болг. Куманово) — село у Варненській області Болгарії. Входить до складу общини Аксаково.

## Населення
За даними перепису населення 2011 року у селі проживала 391 особа, з них 203 особи (98,5%) — болгари.
Розподіл населення за віком у 2011 році:
Динаміка населення: